# Чароїт
Чарої́т — мінерал піроксенової групи підкласу ланцюгових силікатів, однойменна гірська порода (іноді називають чароїтитом). Складний силікат натрію, кальцію, калію. Містить домішки барію, стронцію, рідкісноземельних елементів. Названий за місцем першознахідки — на Мурунському лужному масиві у Східному Сибіру (річка Чара, басейн Лени).

## Опис
Мінерал має красивий рожевий, бузковий колір різноманітних відтінків. Блиск шовковистий. Твердість за шкалою Мооса 5-5,5; Густина 2,53-2,58 г/см³. Бузкове забарвлення зазвичай викликане домішкам марганцю.
Хімічна формула:
- 1. За Г.Штрюбелем та З. Х. Ціммером: К (Na, Ca)2 Si4O10 (OH, F)•H2O.
- 2. За К.Фреєм: (К, Ba, Sr) (Na, Ca)2 Si4O10 (OH, F)•H2O.
- 3. За «Fleischer's Glossary» (2004): K(Ca, Na) 3Si4O10(OH, F)•H2O.

Сингонія моноклінна. Форми виділення: суцільні масивні тонкоголчасті, волокнисті, радіально-променисті аґреґати. Спайність досконала по (001). Рідкісний. Походження гідротермально-метасоматичне. Головний породотвірний мінерал збагачених калієм метасоматитів, які виникли на контакті інтрузивів лужних порід і порваних ними мармурів. Асоціює з тинакситом, канаситом, калієвим польовим шпатом, егірином. Відкритий в 1977 році. Виробне каміння.

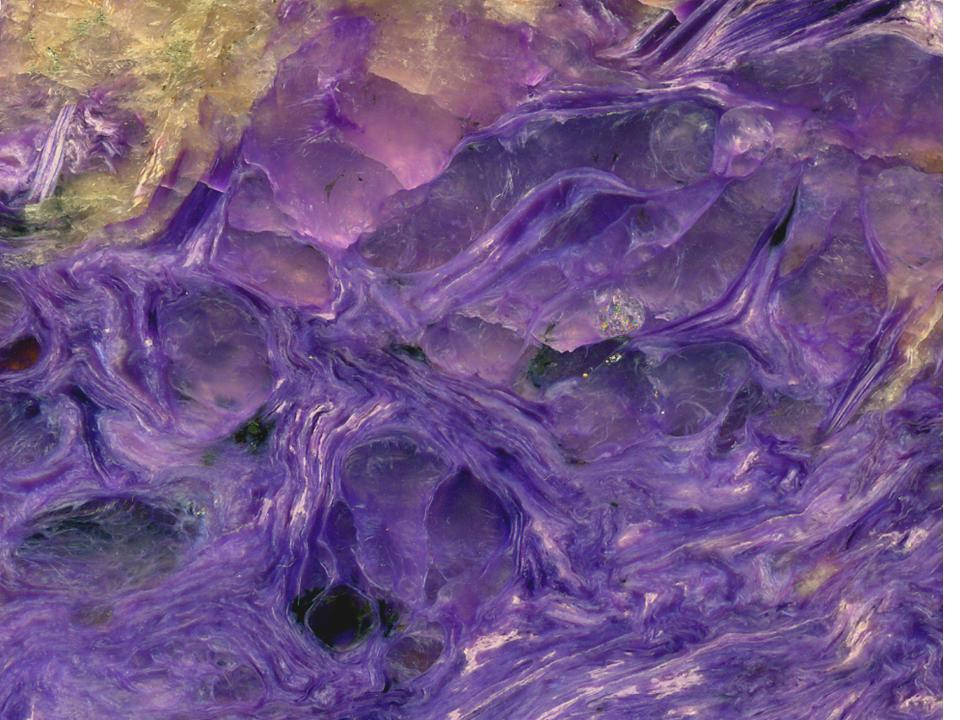
Відполірований зразок мінералу чароїту
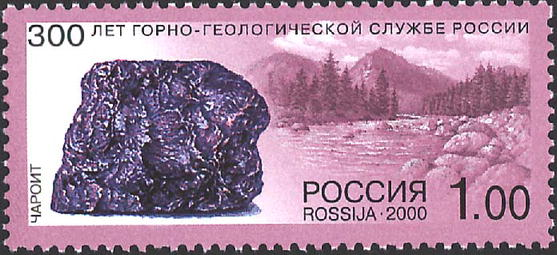
border
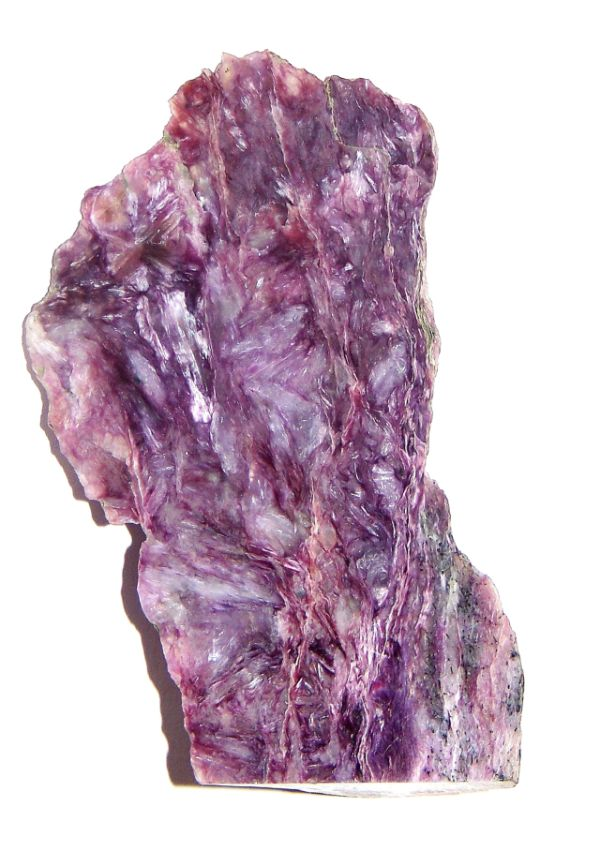
border
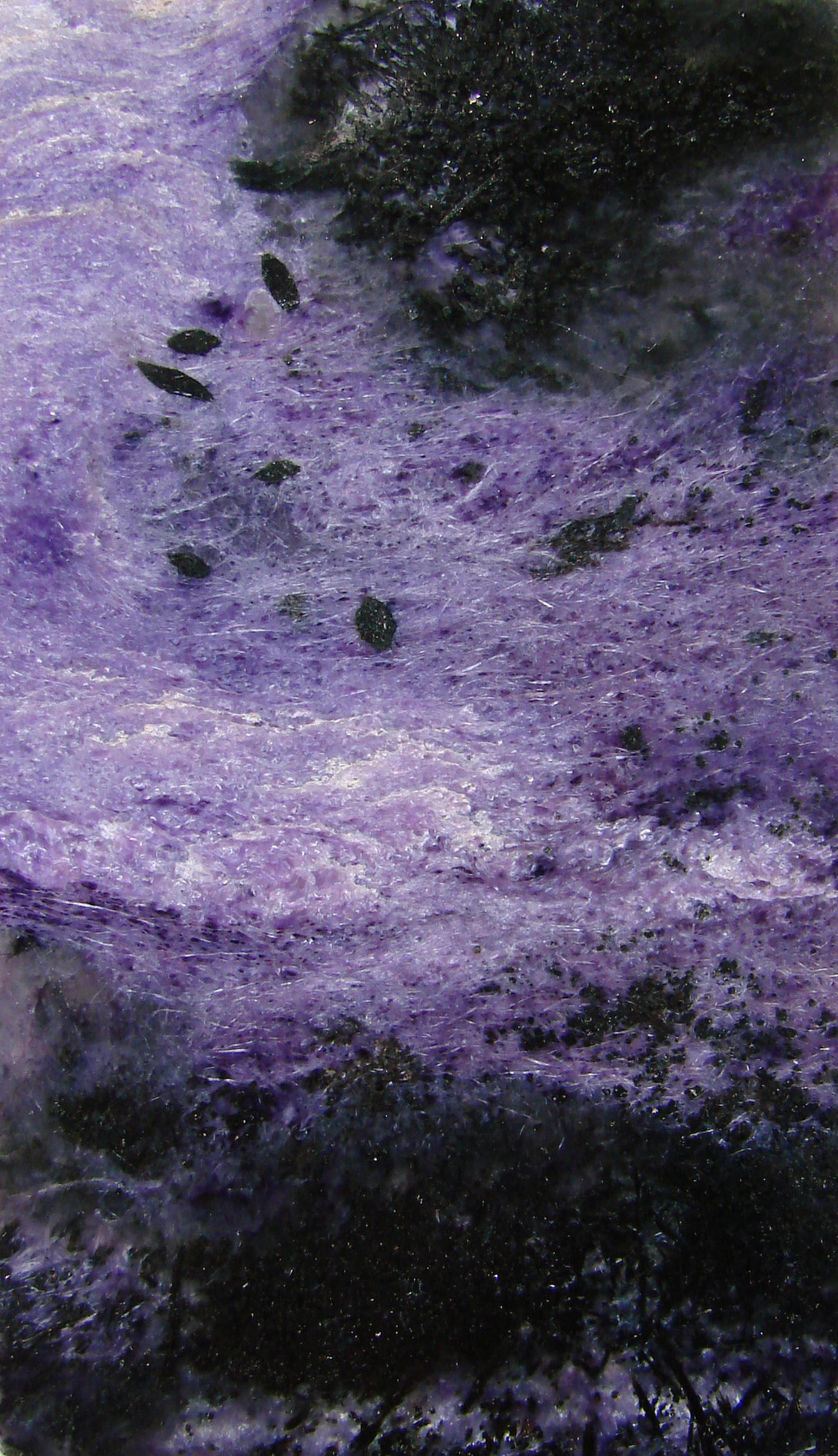
border
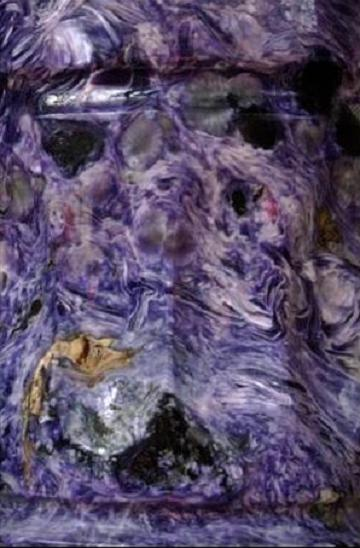
border
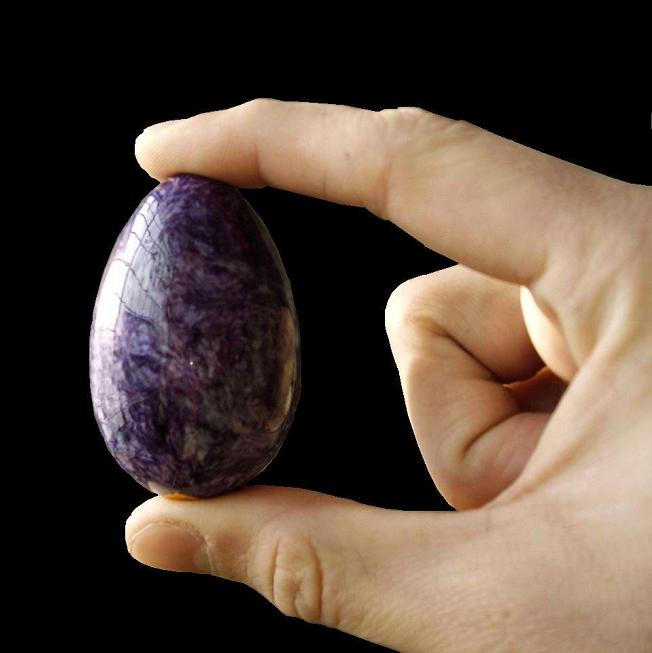
border
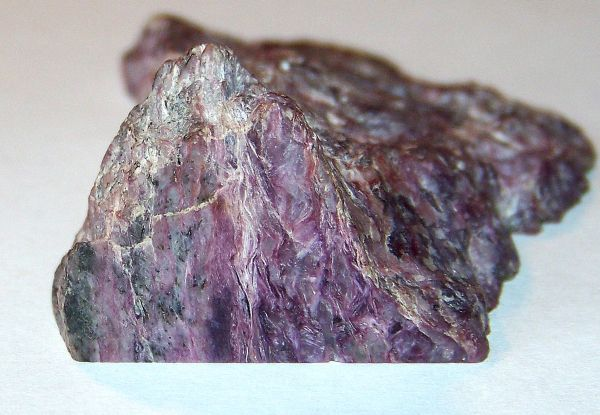
border